# 路青
路青，路青是中国现当代艺术家。辽宁沈阳人，中国艺术家艾未未的妻子，画家。毕业于中央美术学院，1996年开始了创作「爬格子」。